# Route nationale 43a
Pour les articles homonymes, voir Route nationale 43 et Route 43A.
La route nationale 43a, ou RN 43a, était une route nationale française reliant Aniche à Rouvignies, près de Denain. À la suite de la réforme de la numérotation des routes nationales, elle est devenue l'un des tronçons de la RN 45.

## Ancien tracé d'Aniche à Rouvignies (N 45)
Les communes traversées étaient :
- Aniche
- Abscon
- Escaudain
- Denain
- Wavrechain-sous-Denain
- Rouvignies